# Франсіско Борджа
Франсіско де Борха або Франческо (Франциск) Борджіа, 4-й герцог Гандія (вал. Francesc de Borja; ісп. San Francisco de Borja; 28 жовтня 1510, Гандія, Валенсія — 30 вересня 1572, Рим) — католицький святий, третій генерал Товариства Ісуса. Представник знатного каталонського роду Борджіа (Борха). Канонізований 20 червня 1670 року.

## Біографія

### Світське життя
Франсіско де Борха народився 28 жовтня 1510 року в герцогстві Гандії, Валенсія. Був первістком 16-річного Хуана де Борха, 3-го герцога Гандія. По батьківській лінії Франсіско — правнук папи Олександра VI, а по материнській — короля Арагона Фердинанда Католика.
Його дитинство пройшло при дворі його дядька, Хуана Арагонського, архієпископа Сарагоси, де був вихований як придворний кавалер. Клопотання архієпископа видалося достатньо для того, щоб Франсіска 1522 року призначили пажем його двоюрідної сестри — інфанти Катерини. При дворі її брата Карла V Франсіско отримав бездоганну освіту і у 1529 році одружився з Елеонорою де Кастро. У шлюбі народилися вісім дітей: Карлос (1530), Ізабель (1532), Хуан (1533), Альваро і Хуана (1535), Фердінандо (1537), Доротея (1538), і Альфонсо (1539). Ізабель була матір'ю герцога Лерми, Карлос — батьком голови іспанської церкви. Онук Хуана — Франсіско де Борха-і-Арагон — у 1615—1621 роках був губернатором у Південній Америці. Коли Карл залишив Італію у 1530 році, саме Франсіско став фактичним керівником двору і головним радником його дружини Ізабели. До цього ж він був наставником та компаньйоном принца Філіпа.
1536 року Франсіско супроводжував Карла V в його воєнній кампанії в Провансі. Це був його перший досвід перебування на полі бою, і Франсіск залишився вельми розчарованим. Одним з найбільш істотних переживань, які вплинули на життя Франсіска, була смерть імператриці Ізабелли в 1539 році. Франсіско і його дружина Елеонора відповідали за всі етапи поховання. Після її смерті він сказав, що більше ніколи не буде служити смертному пану. Після смерті Ізабелли Франсіско був призначений віцекоролем у Каталонію. В 1542 році він успадкував герцогство свого батька, однак після смерті дружини відмовився від нього і вирішив прийняти постриг.

### Чернече життя
Завершив богословську освіту, В 1551 році прийняв рукопокладення і відверто оголосив, що він належить до Товариства Ісуса. Він відрікся від звань, які міг йому запропонувати світ, але впродовж майже всього його чернечого життя на нього покладали адміністративні зобов'язання. Він, безсумнівно, мав всі необхідні для цього якості, які виявилися ще до чернечого життя, коли він був віцекоролем Каталонії (1539—1542).

В 1565 році він був обраний третім генералом ордену. Він часто називав день свого обрання на посаду генерала єзуїтів dies meae crucis (днем свого розп'яття) і у своїх молитвах казав:
Забери мене бо відніми в мене мою посаду, або ж веди і спрямовуй мене згідно Твоїй волі.
Як приклад своєї діяльності він назвав двох своїх попередників — св. Ігнатія і о. Лайнеса і прохав Господа дарувати йому «доброту о. Лайнеса і розсудливість і ясність отця нашого Ігнатія». Він прийняв постанову II генеральної Конгрегації, яка обрала його 31 голосом з 39, за норму своєї діяльності. Значну увагу у своїй діяльності він приділяв організації правильної підготовки новіціїв. Франсіско Борха ревно дотримувався духа Товариства і в пам'ятному листі перерахував засоби, які дозволять його зберегти. Владою Генеральної Конгрегації він регулював кількість часу, відведену на молитву, але таким чином, що його можна було адаптувати до потреб кожної окремої провінції. Він вивчав «Конституції» і коментував їх, склав правила для різних посад і опублікував їх у 1567 році. Він підготував попереднє видання Ratio Studiorum. За межами Європи саме він став засновником місії в Латинській Америці, і під час його каденції Генералом перші єзуїти були відправлені до Флориди. Коли після багатьох випробувань цю місію довелося зупинити, він перемкнув свою увагу на Мексику, і перша єзуїтська експедиція попрямувала в країну в 1571 році. Більше трьох місій було відправлено в Перу під час його перебування на посаді генерального настоятеля. Франческо Борджа помер у Римі 30 вересня 1572 році і був канонізований Папою Клементом X в 1671 році. Пам'ять про нього в літургічному календарі доводиться на 3 жовтня. Історики згадують його як одного з найбільш вдалих генералів Ордену Єзуїтів після св. Ігнатія Лойоли.